# Boromys offella
Espèce
Statut de conservation UICN

 EX  : Éteint
Boromys offella est une espèce de mammifères rongeurs de la famille des Echimyidae qui regroupe des rats épineux originaires d'Amérique latine. C'est une espèce éteinte.
Cette espèce a été décrite pour la première fois en 1916 par le zoologiste américain Gerrit Smith Miller Jr (1869-1956).